# Литвиненко Таїсія Йосипівна
Таїсія Йосипівна Литвиненко (10 лютого 1935, с. Погреби, Броварський район, Київська область, УРСР — 6 квітня 2025, м. Львів, Україна) — українська акторка театру та кіно, артистка Львівського Національного академічного українського драматичного театру імені Марії Заньковецької. Народна артистка Української РСР (1988). Дружина актора Федора Стригуна, мати акторпа Назара Стригуна.

## Життєпис
Народилася в селі Погреби Броварського району Київської області.
Вступила до педагогічного інституту, де провчилася рік, після чого перейшла у театральний — Київський національний університет театру, кіно і телебачення імені Івана Карпенка-Карого (майстерня Івана Чабаненка та Леоніда Олійника) закінчила 1957 року. Працювала у Національному академічному драматичному театрі ім. Івана Франка, згодом — у Запорізькому українському музично-драматичному театрі. У репертуарі акторки близько 100 театральних вистав.
1965 року разом із чоловіком, актором та режисером Федором Стригуном, переїхала до Львова. Більшу частину свого життя віддала театру ім. Марії Заньковецької.
Зніматися у кіно розпочала ще до початку навчання в театральному інституті — одразу після вступних іспитів втілила роль Галі у фільмі «Назар Стодоля» Віктора Івченка. У 1970-х роках тривалий час не знімалася, допоки Іван Миколайчук без проб запросив її на роль Прісіньки у фільмі «Вавилон XX». Амплітуда акторських образів — від Химки у «За двома зайцями» до Ваніної у «Житейському морі».
Крім акторської та режисерської діяльності, займалася педагогічною діяльністю у Львівському національному університеті ім. Івана Франка. Серед її учнів: Іван Бліндар, Остап Слобода, Анна Матійченко та інші.
Померла 6 квітня 2025 року у Львові, на 91-му році життя. Про це повідомив її син Назар Стригун: «Наше сонечко зійшло у неділю і… покинуло нас у неділю». Похована 8 квітня в родинному гробівці на 51 полі Личаківського цвинтаря.

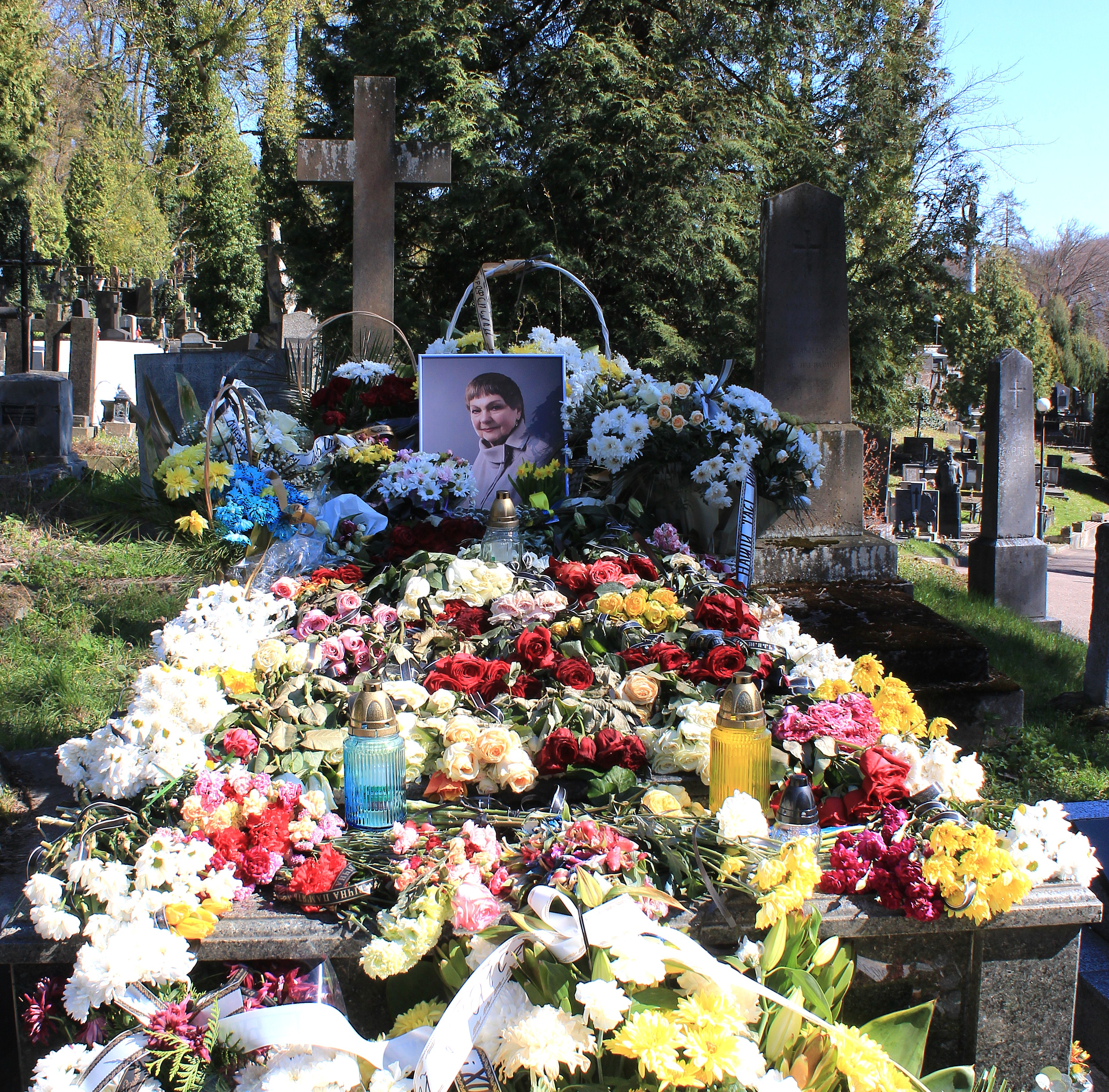
Гробівець родини Стригунів на Личаківському цвинтарі

## Робота в театрі

### Акторські роботи
- «Сторінка щоденника» Олександра Корнійчука — Юля
- «Вій, вітерець» Райніса — Анда
- «Сині роси» Миколи Зарудного — Людина
- «В дорозі» Віктора Розова — Жінка
- «Весілля Кричинського» Олександра Сухово-Кобиліна — Лідочка
- «Коли мертві оживають» Іван Рачада — Марія
- «На Івана Купала» Михайла Стельмаха — Ярина
- «Мої друзі» Олександра Корнійчука — Ольга
- «Маклена Граса» за п'єсою Миколи Куліша — Маклена
- «Суєта» за п'єсою Івана Карпенка-Карого — Василина
- «На сьомому небі» Миколи Зарудного — Женя
- «Сестри Річинські» за однойменним романом Ірини Вільде — Слава, Зоня
- «Не судилося» Михайла Старицького
- «Ніч на полонині» за драматичною поемою Олександра Олеся — перша мавка
- «Король Лір» за п'єсою Вільяма Шекспіра — Корделія
- «Рим 17, до запитання» Миколи Зарудного — Ольга
- «Маруся Богуславка» Михайла Старицького — Леся
- «Пам'ять серця» Олександра Корнійчука — Ольга
- «Гайдамаки» за поемою Тараса Шевченка — поводир
- «Сватання на Гончарівці» за п'єсою Григорія Квітки-Основ'яненка — Уляна
- «Лиха доля» Михайла Старицького — Галя
- «Вірність» Миколи Зарудного — Тоня
- «Хазяїн» за п'єсою Івана Карпенка-Карого — Соня
- «Тоді в Тегерані» В. Єгорова, Г. Тура
- «Горлиця» Олексія Коломійця — Наталка
- «Марія Заньковецька» Іван Рачада — Марія Заньковецька
- «Пора жовтого листя» Миколи Зарудного
- «Голубі олені» Олексія Коломійця — Оленка
- «Планета сподіван» Олексія Коломійця — солдатик
- «Здрастуй Прип'ять» Олександра Левади
- «Таке довге, довге літо» Миколи Зарудного — Ярина
- «Кравцов» Олексія Коломійця — Оленка
- «Не зрадь себе» Л. Сергєєва — Марина
- 1976 — «Украдене щастя» за п'єсою Івана Франка; реж. Сергій Данченко — Анна[3]
- «Неділя — день для себе» В. Сосіна — Лєна
- «Кришталеві черевички» Томаса Гоббса — Фея
- «Замшевий піджак» С. Стратієва — Марія
- «Нора» за п'єсою «Ляльковий дім» Генріка Ібсена — Нора
- «Мої надії» Михайла Шатрова — Надя
- «Кафедра» Валерії Врублевської — Барвінська
- «Роки блукань» Олексія Абузова — Ольга
- «Візаві» Валерії Врублевської — Анна
- «Сон князя Святослава» Івана Франка — Залава
- «Житейське море» за п'єсою Івана Карпенка-Карого — Ваніна
- «Обочина» Миколи Зарудного — Таня
- «Розорене гніздо» Янки Купала — Мариля
- «Незручна людина» А. Верблюдко — Степова
- «Безприданниця» Олександра Островського — Огудалова
- «Олекса Добвуш» В. Босович — Дзвінка
- «Тартюф» за п'єсою Мольєра — Доріна
- «Данило Галицький» В. Босович — Ганна
- «Безталанна» за п'єсою Івана Карпенка-Карого — Ганна
- «Дім, де розбиваються серця» Бернарда Шоу — Леді Еттеруфд
- «Гайдамаки» поемою Тараса Шевченка — черниця
- «В сім'ї вольній, новій» Тараса Шевченка (художнє читання)
- «Діти Арбату» А. Рибаков — Мати Панкратова
- «Привітай мене, моя Україно» — Хустина (художнє читання)
- «Маруся Чурай» Л. Костенко — Бобренчиха
- «Ой, радуйся земле» — Марія, господиня
- «Згадайте братія моя» — Відьма
- «Народний Малахій» за однойменною п'єсою Миколи Куліша — Агапія
- «Павло Полуботок» Б. Лепкий — Настя Скоропадського
- «Наталка» І.Котляревський — Терпелиха
- «Мотря» Б. Лепкий — Кочубеїха
- «Не вбивай» Б. Лепкий — Кочубеїха
- «Батурин» Б. Лепкий — Кочубеїха
- «Ромео і Джульєття» за п'єсою Вільяма Шекспіра — мамка[3]
- «Літо в Ноані» Ж. Санд
- «Світла моя муко» — читець
- «Ісус, син Бога живого» В. Босович — Марія
- «Шаріка» Я.Барнич — Ірма
- «А дощ все йде…» — Єлизавета
- «Кнок» Ж. Ромен — жінка в чорному
- «Гамлет» за п'єсою Вільяма Шекспіра — Гертруда
- «Гуцулка Ксеня» Музика і лібрето Я.Барнича — Гелена
- «Се Ля Ві» Н. Ковалик — Леся
- «Моральність пані Дульської» Г. Запольська — Дульська
- «У неділю рано зілля копала…» О.Кобилянська — Іваника Дубиха
- «Неповторність» Л. Костенко — читець
- «Коханий нелюб» Я. Стельмах — Мамка
- «Тріумфальна жінка» Н.Ковалик — п. Ірина
- «Два кольори» Д. Павличко (художнє читання)
- «Андрей» Д. Герасимчук — Шептицька
- «У. Б.Н.» Г.Тельнюк — Олена, дружина Зенона
- «Мріє не зрадь» Леся Українки — читець
- "Неаполь " Н. Ковалик — Люція
- «Державна зрада» Рей Лапіка — Імператриця
- «Оргія» Леся Українка — Герміона
- «Візит літньої пані» Ф.Дюрренматт — Клер Цаханасян
- «Суботня вечеря» Шолом-Алейхем — Голда, Ента
- «Дама з камеліями» А.Дюма-син — Прюданс

### Режисерські роботи
- «Неповторність» Ліни Костенко
- «Два кольори» Дмитра Павличка
- «Мріє не зрадь» Лесі Українки
- «Жорж Данден» Мольєра
- «Закон» за однойменною п'єсою Володимира Винниченка
- «Три любові» Айседори Дункан, І. Шнейдера
- «Суботня вечеря» Шолом-Алейхема
- «Варшавська мелодія» Леоніда Зоріна
- «Любов і сльози» Олександра Марданя
- «Завчасна паморозь» Райнера Марії Рільке

## Фільмографія
- 1954 — Назар Стодоля — Галя
- 1955 — Максим Перепелиця — Василинка
- 1957 — Штепсель одружує Тарапуньку — Галя Суматоха
- 1959 — Григорій Сковорода — Параска
- 1961 — За двома зайцями — Химка, служниця в Сірків
- 1962 — Мовчать тільки статуї — епізод
- 1971 — Камінний господар
- 1979 — Хазяїн — Соня
- 1980 — Вавилон XX — Пріся
- 1981 — Така пізня, така тепла осінь — Приська
- 1983 — Вир — Олена
- 1983 — Житейське море — Ваніна
- 1988 — Камінна душа — епізод
- 1989 — Сіроманець — жінка Чепіжного
- 1990 — Війна на західному напрямку
- 1990 — Далі польоту стріли
- 1990 — Меланхолійний вальс — пані Бранко
- 1990 — Небилиці про Івана
- 1991 — Павло Полуботок
- 1992 — Для домашнього огнища
- 1993 — Гетьманські клейноди — Устя
- 2001 — У. Б.Н.[8]

## Нагороди та премії
- 1988 — Народна артистка Української РСР
- 2006, 20 січня — Орден княгині Ольги III ст.[9]
- 2011, 1 грудня — Орден княгині Ольги II ст.[10]
- 2015, 6 березня — Орден княгині Ольги I ст. — за значний особистий внесок у соціально-економічний, науково-технічний, культурно-освітній розвиток Української держави, вагомі професійні здобутки та самовіддане служіння Українському народові[11]
- Орден св. Анни[12]
- Орден Архистратига Михаїла[12]
- Премія у галузі театрального мистецтва ім. М. Заньковецької[12]
- Премія у галузі театрального мистецтва Б. Романицького[12]